# Acrachne
Acrachne es un género de plantas de la familia de las poáceas. Es originario de África, regiones templadas o tropicales de Asia, Australasia o Sudamérica. 

## Descripción
Son plantas anuales. Láminas foliares ampliamente lineales, planas, lígulas una membrana ciliada. Inflorescencia abierta, compuesto de un número de espigas dispuestas a lo largo de un eje central. Espiguillas con varias-muchas flores, oblongas con un contorno aserrado, comprimido lateralmente. Grano ornamentado, muy sulcado, encerrado dentro de un pericarpio hialino.

## Taxonomía
Acrachne fue descrito por Wright & Arn. ex Chiov. y publicado en Annuario del Reale Istituto Botanico di Roma 8(3): 361. 1908.
Etimología
Acrachne: nombre genérico que deriva del griego Akra (el punto final) y achne (a escala), refiriéndose a los puntos en glumas y lemas.

## Especies
- Acrachne eleusinoidesWight & Arn. ex Steudel
- Acrachne henrardiana (Bor.) S.M.Phillips
- Acrachne perrieri (A.Camus) S.M.Phillips
- Acrachne recemosa (B.Heyne ex Roem. & Schult) Ohwi
- Acrachne sundararajii Umamaheswri, Muthukumar & P. Daniel
- Acrachne vatovae Chiov.
- Acrachne verticillata (Roxb.) Wight et Arn. ex Chiov.